# Jagdstaffel 19
A Jagdstaffel 19, conhecida também por Jasta 19, foi um esquadra de aeronaves da Luftstreitkräfte, o braço aéreo das forças armadas alemãs durante a Primeira Guerra Mundial. O maior ás da Jasta 16 foi o Tenente Hans Pippart. Esta esquadra abateu 83 aeronaves inimigas e 10 balões inimigos durante a sua existência, tendo perdido 11 pilotos em acção.

## Aeronaves
- Albatros D.II
- Fokker D.VII
- Fokker DR.I